# Joan Susplugas
Joan Susplugas (Trullars, 4 d'abril del 1905 — Estagell, 16 de març del 1987) va ser un botànic i farmacèutic nord-català.

## Biografia
Després d'estudiar a Tolosa, Perpinyà i Montpeller, es doctorà en ciències el 1942 amb una tesi sobre la vegetació de l'Alt Vallespir. Va ser professor de botànica i titular de la càtedra de matèria mèdica a la Universitat de Montpeller (1946-75) i inspector principal de farmàcies (1951-59). Inicià els seus treballs com a fitocenòleg, per posteriorment dedicar-se a l'estudi químic, anatòmic i fisiològic de les plantes medicinals, i fou autor de gran nombre de publicacions sobre aquests temes. A partir de l'any 1961 fou membre corresponent de l'Institut d'Estudis Catalans i pertangué també a la Societat Botànica de França (1935), a l'Académie des Sciences et des Lettres i a l'Académie Nationale de Pharmacie.
L'herbari amb plantes del departament dels Pirineus Orientals (especialment del Vallespir) que creà està dipositat a l'"Association Charles Flahault pour l'Etude et la Défense de l'Environnement des Pyrénées-Orientales" de Toluges.

## Obres
- Notice provisoire sur les titres et travaux scientifiques de Jean Susplugas: Maître de Conférences de Sciences Naturelles à la Faculté de Pharmacie de Montpellier Montpellier: Imprimerie Charles Déhan, 1936
- Hervé Harant, Jean Susplugas "Armia marginata", coléoptère parasite accidentel du chrysanthème insecticide Paris: Vigot, 1933
- Hervé Harant, Jean Susplugas Remarque à propos d'un cas de pseudo-dicrocoeliose Paris: Vigot, 1933
- L'homme et la vegetation dans le Haut Vallespir Montpellier: Mari-Lavit, 1935
- Jean Giroux, Jean Susplugas Étude anatomique du Grindelia robusta, a Bulletin des Sciences Pharmacologiques 42 (1935), p. 89-102
- Le sol et la végétation dans le Haut Vallespir (Pyrénées Orientales) Montpellier: Imp. de la Charité, 1942 (tesi doctoral)
- Le bois de Vergnes à l'est des Pyrénées ("Alnetum catalanicum"), a Communications de la Société de Pharmacie de Montpellier I (1942-1943), p. 158-165
- Armand Juillet, Jean Susplugas Les données de la Phytosociologie appliquées à l'Aménagement d'un aéroport, a Station int. de Géobotanique Méditerranéenne et Alpine de Montpellier 88 (1945), p. 199-205
- Biologie de l'"Artemisia verlotorum" Lamotte, a Vegetatio 5-6 (1954), p. 36-40
- Armand Juillet, Jean Susplugas, Jean Courp Les oléagineux et leurs tourteaux: botanique, caractères, préparation, emplois Paris: P. Lechevalier, 1955
- Jean Susplugas, Marc Lalaurie, Guy Privat Actualité du Tilleul, a Bulletin de la Société Botanique de France, Colloques 108-1 (1961), p. 72-77
- Jean Susplugas, Guy Privat Les espèces médicinales de la plaine du Languedoc dans leurs associations: excursion du congrès de la F.I.P., 8 septembre 1967 1967
- Jean Susplugas, V. Massa, P. Susplugas, R. Taillade, Mme. C. Susplugas, J. Salabert Fumeterres en Languedoc Roussillon, a Anales del Instituto Botánico Cavanilles 32-2 (1975), p. 233-239